# Étienne-Antoine Parrocel
Pour les articles homonymes, voir Parrocel.
Étienne-Antoine Parrocel, né à Avignon le 11 octobre 1817 et mort à Marseille le 27 novembre 1896, est un peintre et écrivain français.

## Sa vie
Destiné au commerce par son père, Étienne-Antoine Parrocel quitte le collège dès l'âge de quinze ans ; mais il achève lui-même son éducation et mène de front ses travaux artistiques et littéraires. Il est attaché pendant très longtemps au journal Nouvelliste de Marseille et collabore comme critique d'art à plusieurs journaux. Il écrit plusieurs ouvrages et s'adonne également à la peinture. En tant que descendant d'une véritable dynastie de peintres, voir son arbre généalogique à la rubrique Parrocel, il arrive à rassembler une collection de tableaux que ses ancêtres avaient disséminés un peu partout. Il est également musicien : il compose plusieurs romances éditées à Paris par Richard, Paccini ou Meissonnier.

## Son œuvre

### Peinture
Le musée Calvet d'Avignon possède les deux toiles suivantes :
- Le dernier banquet des girondins, d'après Philippoteaux.
- La mort de Turenne.

### Ouvrages littéraires
- Monographie des Parrocel. Essai, Marseille, Joseph Clappier, 1861, 195 p. (lire en ligne)
- Annales de la peinture. Ouvrage contenant l'histoire des Écoles d'Avignon, d'Aix et de Marseille., Paris, C. Albessard et Bérard, 1862, 616 p. (lire en ligne)
- Discours et fragments, Marseille, Joseph Clappier, 1867, 364 p. (lire en ligne)
- L'Art dans le midi. Célébrités marseillaises. Marseille et ses édifices, architectes et ingénieurs du XIXe siècle, t. I, Marseille, Chatagnier aîné, 1881, 372 p. (lire en ligne)
- L'Art dans le midi. Célébrités marseillaises. Marseille et ses édifices, architectes et ingénieurs du XIXe siècle, t. II, Marseille, Chatagnier aîné, 1882, 351 p. (lire en ligne)
- L'Art dans le midi. Célébrités marseillaises. Marseille et ses édifices, architectes et ingénieurs du XIXe siècle, t. III, Marseille, Chatagnier aîné, 1883, 355 p. (lire en ligne)
- L'Art dans le midi. Célébrités marseillaises. Marseille et ses édifices, architectes et ingénieurs du XIXe siècle, t. IV, Marseille, Chatagnier aîné, 1884, 351 p. (lire en ligne)
- L'Art dans le midi : des origines et du mouvement artistique et littéraire jusqu'au XIXe siècle, Marseille, Barlatier-Feissat, 1882, 181 p.
- Histoire documentaire de l'Académie de peinture et de sculpture de Marseille, t. I, Paris, Imprimerie Nationale, 1889, 522 p. (lire en ligne)
- Histoire documentaire de l'Académie de peinture et de sculpture de Marseille, t. II, Paris, Imprimerie Nationale, 1890, 374 p. (lire en ligne)

## Distinctions
Étienne Antoine Parrocel est fait chevalier de la Légion d'honneur le 15 octobre 1851. Il est reçu à l'Académie de Marseille le 2 mai 1866.

## Armoiries
Le blason des Parrocel est d'or à trois flêches d'azur en bande. Ces armes, timbrées d'un casque de profil, se voient au bas du portrait de Joseph Parrocel gravé par Will en 1774 d'après H. Rigaud;